# Guillén Ramón Vich y Valterra
Guillén Ramón Vich y Valterra (Valencia, 1460/1470 - Veroli, Lacio, Italia, 1525) fue un aristócrata y eclesiástico español. Fue cardenal de la Iglesia católica.

## Biografía
Nació entre 1460 y 1470 en Valencia, hijo de Luis Vich y de Corbera y de Damiata de Valterra. Fue arcediano de Játiva y canónigo de Valencia. En 1518 fue nombrado administrador apostólico de Cefalú, Italia. En 1519 fue designado obispo auxiliar de Barcelona y sucesor de Martín García, a quien sucedió como obispo de Barcelona en 1521.  Recibió la consagración episcopal ese mismo año de manos del obispo de Pésaro Paride Grassi.  
En reconocimiento de los méritos de su hermano, Jerónimo Vich y Valterra, durante su prolongada estancia como embajador en Roma, fue promovido al cardenalato. Según el ceremonial católico, fue creado cardenal en consistorio público y recibió el capelo cardenalicio, con el título de San Marcelo, en 1517.
Participó en los cónclaves para elegir a los Papas Adriano VI (enero de 1522) y Clemente VII (1523).
Murió en 1525 en la Abadía de Casamari, en la diócesis de Veroli, región del Lacio. Fue enterrado en la iglesia de Santa Croce in Gerusalemme de Roma.